# Eugenio Zanetti
Eugenio Zanetti (ur. 19 października 1949  w Córdobie) – argentyński scenograf filmowy, malarz, dramaturg, reżyser teatralny i operowy. Laureat Oscara za najlepszą scenografię do filmu Czas przemian (1995) Michaela Hoffmana. Później był nominowany do tej nagrody za Między piekłem a niebem (1998) Vincenta Warda.